# Remedy (The Black Crowes)
Remedy è un singolo discografico del gruppo musicale statunitense The Black Crowes, pubblicato nel 1992 ed estratto dall'album The Southern Harmony and Musical Companion.

## Tracce
Testi e musiche di Chris Robinson e Rich Robinson, eccetto dove indicato.
- 7"/Cassetta/Mini CD

1. Remedy – 5:22
2. Darling of the Underground Press – 5:33

- CD/12" (UK)

1. Remedy
2. Darling of the Underground Press
3. Time Will Tell (Bob Marley)